# یول‌آلتی (کاهتا)
یول‌آلتی (به ترکی استانبولی: Yolaltı) (به کردی: Postin) یک منطقهٔ مسکونی کردنشین در ترکیه است که در کاهتا واقع شده‌است.